# Z3 Max Schultz
Z3 Max Schultz – niemiecki niszczyciel typu 1934 (Leberecht Maass) z okresu przedwojennego i II wojny światowej, w służbie w latach 1937–1940.

## Budowa
Zamówiony 7 lipca 1934, położenie stępki – 2 stycznia 1935, wodowanie – 30 listopada 1935, wejście do służby – 8 kwietnia 1937. Zbudowany w stoczni Deutsche Werke w Kilonii (numer stoczniowy K244). W systemie oznaczeń niemieckich niszczycieli miał przydzielony numer Z3 (rzadko używany oficjalnie), przed wojną nosił numer burtowy 12. Koszt budowy wynosił 13,7 mln Reichsmark.
Nazwę nadano mu na cześć niemieckiego komandora ppor. Maxa Schultza, dowódcy 6. Flotylli Torpedowców, który zginął 23 stycznia 1917 na niszczycielu V69, zatopionym przez brytyjskie krążowniki.

## Służba
19 sierpnia 1938 okręt uczestniczył w rewii floty przed Hitlerem i węgierskim regentem Horthym. W kwietniu – maju 1939 pływał na wody Hiszpanii i Maroka. W maju 1939 wziął udział w okupacji Kłajpedy.
Podczas przygotowań do II wojny światowej, patrolował polskie wybrzeże. 27 sierpnia 1939 staranował w kolizji i zatopił niemiecki torpedowiec „Tiger” koło Bornholmu. We wrześniu 1939 znajdował się w remoncie. Następnie działał na Morzu Północnym i w Cieśninach Duńskich. Na skutek pożaru w siłowni 28 listopada 1939, do stycznia 1940 był remontowany. Uczestniczył w jednej operacji stawiania min na wodach angielskich, w nocy 9/10 lutego 1940 pod Shipwash (wraz z niszczycielami „Friedrich Eckoldt” i „Richard Beitzen”).
Podczas operacji Wikinger przeciw brytyjskiemu rybołówstwu, 22 lutego 1940 zatonął na północny zachód od wyspy Borkum z całą załogą 308 ludzi. Najprawdopodobniej w celu uniknięcia omyłkowego ataku niemieckiego bombowca Heinkel He 111, manewrując wszedł na minę postawioną przez brytyjskie niszczyciele 20. Flotylli, ewentualnie własne pole minowe (wcześniej podczas tej operacji utracono „Leberecht Maass”, brały w niej udział także „Richard Beitzen”, „Friedrich Eckoldt”, „Erich Koellner” i „Theodor Riedel”).
Historia konstrukcji i opis okrętu – w opisie niszczycieli Typu 1934.
Dowódcy:
- kmdr ppor (Korvettenkapitän) Martin Baltzer: 8 kwietnia 1937 – 24 października 1938
- kmdr por (Fregattenkapitän) Claus Trampedach: 25 października 1938 – 22 lutego 1940

## Dane techniczne
- wyporność:
  - standardowa: 2232 t
  - pełna: 3156 t
- wymiary:
  - długość: 119 m
  - szerokość: 11,3 m
  - zanurzenie: 4,3 m
- napęd: 2 turbiny parowe o mocy łącznej 70 000 KM, 6 kotłów parowych Wagnera (ciśnienie pary 70 at), 2 śruby
- prędkość maksymalna: 38 w.
- zasięg: 1900 mil morskich przy prędkości 19 w.
- zapas paliwa: 770 t. mazutu
- załoga: 308-325

Uzbrojenie i wyposażenie:
- 5 dział 128 mm (nominalnie 12.7 cm) SK C/34 w pojedynczych stanowiskach, osłoniętych maskami (5xI)
  - długość lufy L/45 (45 kalibrów), donośność maksymalna 17.400 m, kąt podniesienia +30°, masa pocisku 28 kg, zapas amunicji – 120 na działo
- 4 działka przeciwlotnicze 37 mm SK C/30, półautomatyczne, podwójnie sprzężone na podstawach LC/30 (2xII)
- 6 działek przeciwlotniczych 20 mm (6xI)
- 8 wyrzutni torpedowych 533 mm (2xIV), 12-16 torped
- 18 bomb głębinowych (zrzutnia bg)
- możliwość zabrania 60 min morskich

- szumonamiernik GHG
- system kierowania ogniem artylerii głównej: dwa 4-metrowe dalmierze stereoskopowe (na nadbudówce dziobowej i śródokręciu), centrala artyleryjska C34/Z